# Хета
Хета е река в Азиатската част на Русия, Северен Сибир, Красноярски край, Таймирски (Долгано-Ненецки) автономен окръг, лява съставяща Хатанга. Дължината ѝ е 604 km, която ѝ отрежда 129-о място по дължина сред реките на Русия. С лявата съставяща я река Аян дължината ѝ става 785 km.
Река Хета се образува от сливането на реките Аян (181 km, лява съставяща) и Аякли (166 km, дясна съставяща), на 82 m н.в., в южната част на Таймирския (Долгано-Ненецки) автономен окръг, Красноярски край. Двете съставящи я реки водят началото си от най-високите части на планината Путорана. След образуването си река Хета тече в северна посока, на протежение около 50 km в тясна и дълбока долина в северните части на планината Путорана. При навлизането си в южната част на Северосибирската низина завива на запад, след това на север, а после на изток, като образува голяма изпъкнала на запад дъга. След устието на десния си приток Боярка Хета завива на североизток и следва това направление до устието си. В Северосибирската низина тече в широка долина, с полегати склонове, с множество меандри, а в най-долното си течение се разделя на ръкави с дълги и тесни острови между тях. В долното течение дълбочината ѝ при пълноводие достига до 10 m. При село Крести, на 1 m н.в. се съединява с идващата отдясно река Котуй и двете заедно дават началото на пълноводната река Хатанга.
Водосборният басейн на Хета има площ от 100 хил. km2, което представлява 27,47% от водосборния басейн на река Хатанга и се простира на части от Таймирския (Долгано-Ненецки) автономен окръг и Евенкския автономен окръг на Красноярски край.
Границите на водосборния басейн на реката са следните:
- на северозапад – водосборния басейн на река Пясина, вливаща се в Карско море;
- на север – водосборния басейн на река Новая, ляв приток на Хатанга;
- на изток и юг – водосборния басейн на река Котуй, дясна съставяща на Хатанга;
- на югозапад – водосборния басейн на река Енисей, вливаща се в Карско море;

Река Хатанга получава над 70 притока с дължина над 15 km, като 9 от тях са с дължина над 100 km:
- 604 → Аян 181 / 15 900
- 604 ← Аякли 166 / 9520
- 415 → Волочанка 165 / 2 800
- 374 → Боганида 366 / 10 700
- 327 ← Леденая 150 / 1750
- 218 ← Голяма Романиха 218 / 5 060
- 143 ← Маймеча 650 / 26 500
- 102 → Горелая 130 / 1080
- 69 → Голяма Росомаша 167 / 1 720

Подхранването на реката е смесено, като преобладава снежното. Среден годишен отток 1370 m3/s. Замръзва в края на септември или началото на октомври, а се размразява в края на май или началото на юни.
Река Хета протича през безлюдни райони и по течението ѝ има четири малкиселца: Волочанка, Кетирик, Хета и Новая.
Поради това, че реката протича през безлюдни райони, водата ѝ е изключително чиста и в нея обитават множество видове риби, а през краткото сибирско лято по бреговете ѝ гнездят хиляди прелетни птици.